# Čečenske črne vdove
Čečenske črne vdove (tudi šahidka; rusko шахидка) je zahodni novinarski naziv za Čečenske vdove, skupino muslimanskih žensk, ki izvajajo samomorilske teroristične napade in atentate in delujejo v sklopu Čečenskih mučenikov, ki se borijo za osamosvojitev Čečenije.

## Zgodovina
Po neuspeli osamosvojitvi in ruski intervenciji leta 1991 so se začeli nekateri Čečeni boriti proti okupaciji. Zaradi velikega števila žrtev so začele pristopati k oboroženemu odporu tudi ženske. Kmalu so začele izvajati podobne samomorilske napade, ko se dogajajo na Bližnjem vzhodu. Sprva so bile to vdove čečenskih borcev, pozneje pa tudi ženske, ki so izgubile svoje družinske pripadnike zaradi ruskih sil.

## Delovanje
Sprva so črne vdove delovale po »klasičnem« delovanje, kar pomeni, da so imele na sebi (poseben oprtnik) oz. pri sebi (torbice, otroški vozički) večjo količino eksploziva. Ker so ženskega spola, zbranost varnostnih sil popusti in se lažje približajo kraju napada. Ko dosežejo tarčo, aktivirajo eksploziv in pri tem ubijejo sebe, tarčo in okoliške ljudi.
Druga oblika delovanja je, da sodelujejo v terorističnih napadih (predvsem ugrabitvah). V primeru posredovanja varnostnih sil uničijo sebe in talce.
Pomembnejši teroristični napadi so:
- napad na šolo v Beslanu (september 2004),
- samomorilski napad v Moskvi (31. avgust 2004),
- napad na dve ruski potniški letali (24. avgust 2004),
- atentat na Ahmada Kadirova (13. maj 2003),
- Gledališče Dobrovka (Moskva, oktober 2002).